# Містобудівне проєктування
Містобудівне́ проєктува́ння, або міське́ проєктува́ння, — дисципліна, яка вивчає просторову конфігурацію, зовнішній вигляд і функціональність елементів міста чи іншого населеного пункту. Особлива увага приділяється розробці конфігурації місць загального користування, у яких здійснюється повсякденна діяльність містян (вулиці, площі, парки, громадська інфраструктура). Містобудівне проєктування є дисципліною, що знаходиться на стику і синтезує підходи міського (урбаністичного) планування, ландшафтного дизайну та архітектури. Містобудівне проєктування вимагає розуміння політичних, соціальних та економічних факторів.

## Походження терміна
Термін urban design (містобудівне проєктування) був запропонований в 1956 році на міжнародній конференції в Гарвардській вищій школі дизайну (проєктування) (Harvard Graduate School of Design (GSD)).

## Містобудівне проєктування вивчає
- Міську структуру — яким чином розташування (райони) міста пов'язані один з одним;
- Міську типологію — просторові типи і морфології, що впливають на частоту і інтенсивність використання містобудівних структур;
- Доступність — забезпечення простоти і безпеки переміщення через простори міста;
- Впізнаваність — забезпечення розуміння призначення місця розташування, а також усвідомлення того, у якому місці знаходиться містянин в даний момент часу;
- Пожвавлення — проєктування місць розташування таким чином, щоб стимулювати інтенсивність використання містобудівних форм містянами;
- Взаємодоповнювальне (комплементарне) змішане використання — таке розміщення різноманітних видів активності мешканців, щоб здійснювалася взаємодія між ними;
- Характер і значення — впізнаваність і оцінка відмінностей між частинами міста;
- Закономірність і випадковість — забезпечення балансу однаковості і різноманітності міського середовища;
- Громадянське суспільство — створення місць розташування де містяни можуть здійснювати політичну взаємодію як громадяни держави, як політичні суб'єкти.

## Роботи
Роботи Джейн Джекобс (Jane Jacobs), Кевіна Лінча (Kevin Lynch), Гордона Кулена (Gordon Cullen) і Крістофера Александера (Christopher Alexander) стали основою для розвитку містобудівного проєктування як самостійного наукового напряму.
Гордон Куллен в роботі «Виразність міського ландшафту» (The Concise Townscape) розробив концепцію «послідовного виду», визначаючи міський ландшафт як послідовність пов'язаних один з одним просторів-місць.
Кевін Лінч пропонує звести теорію містобудівного проєктування до п'яти елементів — шляхи, райони, кути, вузли, орієнтири.
Пітер Калторп (Peter Calthorpe) відстоюючи ідею раціоналізації міського простору із забезпеченням середньої щільності заселення, пропонував здійснювати будівництво нових поселень відповідно до принципів транзитно-орієнтованого проєктування.
Білл Хіллієр (Bill Hillier) і Джулія Хансон (Julienne Hanson) в роботі «Соціальна логіка простору» (The Social Logic of Space, 1984) запропонували концепцію «просторового синтаксису», у якій розкривається зумовленість здорової соціальної атмосфери, поширеності асоціальних моделей поведінки, моделей економічно-успішної поведінки зразками переміщення жителів міста, логікою просторової конфігурації елементів міста і житла, що визначають ці зразки переміщення.

## Різновиди
Різновидами містобудівного проєктування є:
- Багатофункціональне проєктування
- Транзитно-орієнтоване проєктування